# Aeroportul "Kaluga" (Grabtsevo)
Aeroportul "Kaluga" (Grabtsevo) (IATA: KLF, ICAO: UUBC) este un aeroport din Regiunea Kaluga, Rusia ce deservește zona Kaluga. Aeroportul a fost tranzitat în 2021 de 200.133 de pasageri. A fost deschis în 25 mai 2015 și numit după Konstantin Țiolkovski.
Situat la o altitudine de 203 m, aeroportul dispune de o singură pistă și ocupă o suprafață de 2.000.000 m².